# Exosoma pallidum
Exosoma pallidum es una especie de insecto coleóptero de la familia Chrysomelidae.
Fue descrita científicamente en 1897 por Jacoby.